# Comuna Iablanița, Caraș-Severin
Iablanița este o comună în județul Caraș-Severin, Banat, România, formată din satele Globu Craiovei, Iablanița (reședința) și Petnic.

## Demografie
Componența etnică a comunei Iablanița
     Români (96,17%)
     Alte etnii (0,27%)
     Necunoscută (3,56%)
Componența confesională a comunei Iablanița
     Ortodocși (86,06%)
     Baptiști (9,36%)
     Alte religii (0,96%)
     Necunoscută (3,62%)
Conform recensământului efectuat în 2021, populația comunei Iablanița se ridică la 1.880 de locuitori, în scădere față de recensământul anterior din 2011, când fuseseră înregistrați 2.281 de locuitori. Majoritatea locuitorilor sunt români (96,17%), iar pentru 3,56% nu se cunoaște apartenența etnică. Din punct de vedere confesional, majoritatea locuitorilor sunt ortodocși (86,06%), cu o minoritate de baptiști (9,36%), iar pentru 3,62% nu se cunoaște apartenența confesională.

## Politică și administrație
Comuna Iablanița este administrată de un primar și un consiliu local compus din 11 consilieri. Primarul, Victor Terteleacă[*], de la Partidul Social Democrat, este în funcție din octombrie 2020. Începând cu alegerile locale din 2024, consiliul local are următoarea componență pe partide politice:
|  | Partid                              | Consilieri | Componența Consiliului | Componența Consiliului | Componența Consiliului | Componența Consiliului | Componența Consiliului |
|  | ----------------------------------- | ---------- | ---------------------- | ---------------------- | ---------------------- | ---------------------- | ---------------------- |
|  | Partidul Social Democrat            | 5          |                        |                        |                        |                        |                        |
|  | Partidul Puterii Umaniste           | 2          |                        |                        |                        |                        |                        |
|  | Alianța pentru Unirea Românilor     | 1          |                        |                        |                        |                        |                        |
|  | Partidul Mișcarea Populară          | 1          |                        |                        |                        |                        |                        |
|  | Partidul Național Liberal           | 1          |                        |                        |                        |                        |                        |
|  | Partidul Național Conservator Român | 1          |                        |                        |                        |                        |                        |

## Atracții turistice
- Biserica de lemn „Sfântul Nicolae” din satul Globu Craiovei, construcție 1836, monument istoric
- Biserica „Sfântul Ioan Botezătorul” din satul Iablanița, construcție 1825, monument istoric
- Rezervația naturală „Cheile Globului” (225 ha)
- Rezervația naturală „Locul fosilifer de la Globu Craiovei” (2 ha)
- Rezervația naturală „Ravena Crouri” (7 ha)

## Bibliografie

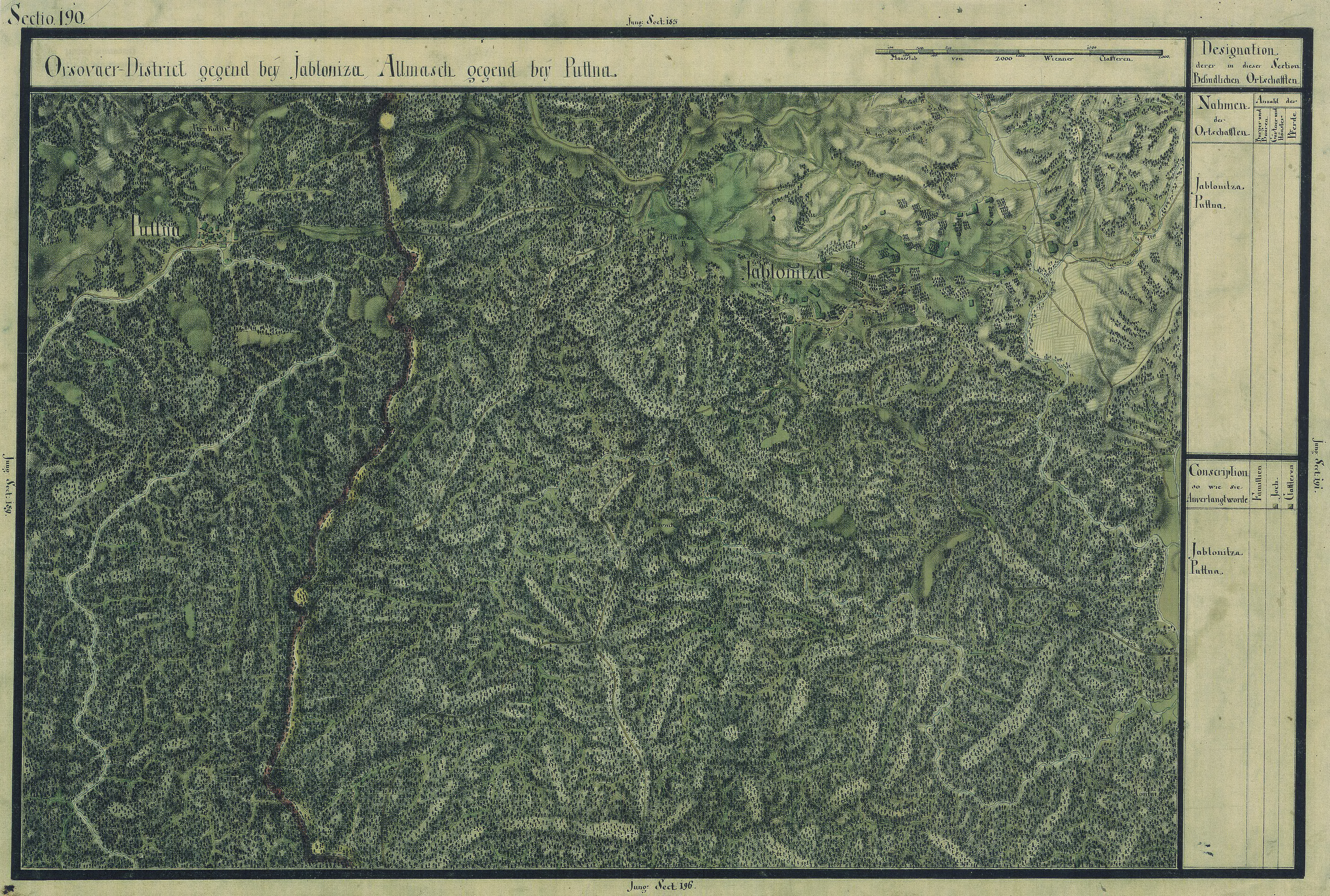
Iablaniţa în Harta Iosefină a Banatului, 1769-72